# Juan Bolívar Díaz
Juan Bolívar Díaz Santana (Consuelo, San Pedro de Macorís; 24 de noviembre de 1944) es un periodista, analista político, diplomático, columnista y escritor dominicano. Fue el director de informativos Teleantillas. Desde 1987 fue el productor del programa matutino "Uno Más Uno", que llevaba más de 30 años en emisión. Fue embajador de la República Dominicana en Perú y Bolivia, desde 1984 hasta 1986. El 21 de agosto de 2014 ganó el premio nacional de periodismo, el cual le fue entregado por el presidente Danilo Medina.Actualmente es el embajador dominicano ante el reino de España.
Bolívar es uno de los fundadores del Colegio Dominicano de Periodistas y ejerció la presidencia del mismo en el año 1988 hasta 1990, y durante ese mismo período fue vicepresidente de la Asociación Latinoamericana de Periodistas. En 1993 fue miembro  fundador del movimiento cívico Participación Ciudadana, el movimiento apartidista más grande de la República Dominicana.

## Biografía
Juan Bolívar nació el 24 de noviembre de 1944 en Batey Doña Ana del Ingenio Consuelo, un municipio de la provincia San Pedro de Macorís. Siendo hijo de Juan Díaz Hernández (fenecido) y Juana Santana Castillo (fenecida), se crio en San Cristóbal, realizando sus estudios primarios en el Instituto Politécnico Loyola. Para 1961 estaba residiendo en Santo Domingo, donde realizó los estudios secundarios en el Liceo Nocturno Eugenio María de Hostos.
En el año 1966 emigró a México, donde estudió en la Escuela de Periodismo Carlos Septién García.

## Embajador dominicano en el Reino de España
Con la llegada del nuevo gobierno de la República Dominicana bajo el mando de Luis Abinader, Bolívar Díaz fue designado embajador ante el Reino de España.